# Výpočet
Výpočet či kalkul je posloupnost aritmetických nebo jiných operací, kterou ze známých, nejčastěji číselných údajů (dat) získáme požadovaný výsledek (výsledky).

## Rozdělení
- základní (elementární) výpočty, zejména základní aritmetické operace (sčítání, odčítání, násobení, dělení a umocňování).
- Výpočty složitějších funkcí, například odmocniny nebo trigonometrických funkcí, které se obvykle provádějí na kalkulačce nebo vyhledáváním v tabulkách.
- Výpočty algebraické (např. podle vzorců), kde se za proměnné dosadí konkrétní číselné hodnoty a vypočte výsledek.
- Výpočty ve více následujících krocích podle algoritmů, které se řeší počítačovým programem. Takový výpočet může zahrnovat i logické operace, opakování (cykly), větvení a podobně. U velmi složitých výpočtů zjišťujeme nejprve výpočetní složitost, z níž lze odhadnout i trvání výpočtu.

Kalkulace je v ekonomii předběžný výpočet nákladů případně ceny nějakého výrobku nebo projektu.